# Matthieu Khedimi
Pas d'image ? Cliquez ici

a Compétitions nationales et continentales officielles uniquement.

b Matchs officiels uniquement.
Matthieu Khedimi, né le 15 janvier 1997 à Perpignan, est un joueur français de rugby à XIII évoluant au poste de troisième ligne ou de talonneur.
Il est le fils de Mathieu Khedimi, ancien international français de rugby à XIII.

## Biographie
Formé aux Dragons Catalans, il y dispute une rencontre de Super League, mais se distingue dans sa réserve le Saint-Estève XIII Catalan avec une victoire en Coupe de France 2018. Enfin, il connaît une sélection avec l'équipe de France contre la Serbie fin 2018.

## Palmarès
- Collectif :
  - Vainqueur de la Coupe de France : 2018 (Saint-Estève XIII Catalan) et 2019 (Carcassonne).
  - Vainqueur de la Coupe de France : 2023 (Carcassonne).
  - Finaliste du Championnat de France : 2019, 2021 et 2023 (Carcassonne).

### Détails en sélection
| 1. | 7 octobre 2018 | Serbie | 54-2 | Amical | Remplaçant | 0 | 0 | 0 | 0 |

#### En club
| Saison    | Club                      | Compétition           | Matchs | Points | Essais | Goals | Drops |
| --------- | ------------------------- | --------------------- | ------ | ------ | ------ | ----- | ----- |
| 2016-2017 | Saint-Estève XIII Catalan | Championnat de France | 19     | 32     | 8      | -     | -     |
| 2017-2018 | Saint-Estève XIII Catalan | Championnat de France | 14     | 12     | 3      | -     | -     |
| 2018-2019 | Carcassonne               | Championnat de France | 20     | 20     | 5      | -     | -     |
| 2019-2020 | Carcassonne               | Championnat de France | 11     | -      | -      | -     | -     |
| 2020-2021 | Carcassonne               | Championnat de France | 2      | 4      | 1      | -     | -     |